# Hungária kocsiszín
A Hungária kocsiszín egy budapesti kocsiszín.

## Jellemzői
A Budapest VIII. kerületében, a Brüll Alfréd utca 1. (korábban Törökbecse utca 1.) szám alatt elhelyezkedő épület 1912-ben épült. Jelenleg felújított állapotban szolgálja a közösségi közlekedést. Elsősorban CAF Urbos és Siemens Combino Supra típusú villamosok tárolására használják, amelyek az 1-es, 4-es és 6-os villamosvonalakat szolgálják ki. Villamosfordítást hurokvágány tesz lehetővé.
Itt állomásozik egy Roessemann és Kühnemann-BSzKRt 70-es típusjelzésű hóseprő mozdony is.